# Reinhard Putz
Reinhard V. Putz, profesor emérito y doctor en ciencias anatómicas.

## Biografía
Nacido el 5 de agosto de 1942 en Innsbruck, Austria, actual e importante anatomista a Nivel Mundial, Profesor del Instituto Anatómico de la Universidad Ludwig-Maximillian de Münich, Alemania y Conferencista emérito en la Nomenclatura Anatómica Alemana. 
Inició sus estudios básicos en la carrera de médico cirujano en la Universidad Leopold-Franzens de Innsbruck desde 1962 a 1968. Siempre mostró un gran anhelo hacia la anatomía clínica siendo uno de los mejores discípulos del Dr. Johannes Sobotta, y uno de los más calificados egresados de dicha universidad. 
Estudió la Especialidad Médica en Anatomía y Diseño Bio-Médico en el año de 1978 en el Instituto de Investigaciones Anatómicas de Hannover, Glasgow, Escocia en donde hizo amistad con el fisiólogo Dr. Reinhard Pabst. 
En 1979 obtuvo el certificado como alumno emérito de Médico Cirujano Anatomista, y fue invitado a colaborar como coordinador del área de anatomía y fisiología en la Universidad de Ludwig-Maximillian de Münich, Alemania en donde colaboró durante un año y regresó en el 2007 a formar parte de la Sociedad de Doctores en Anatomía Clínica de dicha Universidad.
En el año de 1981 fue elegido como vicepresidente del Instituto Anatómico de la Universidad Albert-Ludwig de Friburgo, en donde tuvo mayor auge al dedicar sus largos años como investigador anatomista, y escritor de varios libros y atlas de anatomía en alemán, inglés, italiano y español. 
En 1985 fue director de la Cátedra I del Instituto Anatómico de la Universidad Albert-Ludwig de Friburgo, en donde a la par había concluido con su Maestría en Anatomía Clínica en la misma universidad. 
En 1989 fue invitado a ocupar el cargo de Catedrático de la Cátedra I y II del Instituto Anatómico de la Universidad Ludwig-Maximilian de Münich, en donde fue patrocinado por la universidad a dar conferencias sobre anatomía alrededor de Escocia, Alemania, Austria y Suiza. 
Dentro de la Universidad Albert-Ludwig de Friburgo, terminó con su estudio a nivel de Doctorado en Ciencias Anatómicas y fue entonces cuando en 1998 fue invitado a ocupar el puesto por un año de Presidente de la Sociedad Anatómica Alemana. Dentro de ese cargo reinstitucionalizó la Nomenclatura Anatómica Alemana, y publicó un Atlas de Anatomía con el Dr. Reinhard Pabst dedicado a su inicial profesor el Dr. Sobotta, que de hecho lleva su nombre. Tres años después el gobierno de Münich le otorgó la fundación del Centro Nacional de Investigaciones Médico Anatómicas Reinhard V. Putz en el 2002 en donde se dedicó principalmente a la investigación anatómica.

## Campos de investigación
Sus investigaciones más importantes dentro del Centro Nacional de Investigaciones Médico Anatómicas Reinhard V. Putz fueron:
- Anatomía Funcional del Aparato Locomotor Pasivo.
- Anatomía Funcional del Aparato Locomotor Pasivo y la Columna Vertebral.
- Parámetros Morfológicos de Sobrecarga Articular (Relación Forma-Función).
- Anatomía Aplicada, Bases Anatómicas de Ortopedia, Cirugía y Radiología.
- Cuestiones Relativas al Contenido y Organización de la Enseñanza Académica.
- Neuroanatomía Funcional.
- Anatomía Funcional del Aparato Circulatorio y su Compatibilidad Bioquímica y Tisular con la Transfusión de Sangre de Grandes Hominidos a Receptores Humanos.
- Anatomía Funcional y Comparada en Respecto a la Relación Sistémica de los Porcinos.
- Anatomía Funcional en el Estudio Biotecnológico del Trasplante de Órganos Porcinos a Receptores Humanos.
- Anatomía Comparada con Grandes Mamíferos.
- Anatomía Comparada con Especies Predecesoras al Homo sapiens sapiens.
- Neuroanatomía Comparada con Especies Acuáticas.
- Anatomía Comparada en el Estudio Gastroanatómico en Especies Prehistóricas.

- Datos: Q88790